# Arenonina
Arenonina es un género de foraminífero bentónico considerado un sinónimo posterior de Manorella de la familia Karreriidae, de la superfamilia Chilostomelloidea, del suborden Rotaliina y del orden Rotaliida. Su especie tipo era Arenonina cretacea. Su rango cronoestratigráfico abarcaba el Cretácico superior.

## Clasificación
Arenonina incluía a la siguiente especie:
- Arenonina cretacea †